# Alby-sur-Chéran
Alby-sur-Chéran és un municipi francès situat al departament de l'Alta Savoia i a la regió d'Alvèrnia-Roine-Alps. L'any 2007 tenia 1.959 habitants.

## Demografia

### Població
El 2007 la població de fet d'Alby-sur-Chéran era de 1.959 persones. Hi havia 737 famílies de les quals 175 eren unipersonals (113 homes vivint sols i 62 dones vivint soles), 172 parelles sense fills, 328 parelles amb fills i 62 famílies monoparentals amb fills.
La població ha evolucionat segons el següent gràfic:
Habitants censats

### Habitatges
El 2007 hi havia 804 habitatges, 737 eren l'habitatge principal de la família, 31 eren segones residències i 36 estaven desocupats. 491 eren cases i 311 eren apartaments. Dels 737 habitatges principals, 438 estaven ocupats pels seus propietaris, 275 estaven llogats i ocupats pels llogaters i 23 estaven cedits a títol gratuït; 28 tenien una cambra, 65 en tenien dues, 132 en tenien tres, 200 en tenien quatre i 311 en tenien cinc o més. 557 habitatges disposaven pel capbaix d'una plaça de pàrquing. A 343 habitatges hi havia un automòbil i a 361 n'hi havia dos o més.

### Piràmide de població
La piràmide de població per edats i sexe el 2009 era:
| Homes | Edats   | Dones |
| ----- | ------- | ----- |
| 0     | 95 o +  | 0     |
| 0     | 90 a 94 | 0     |
| 0     | 85 a 89 | 4     |
| 0     | 80 a 84 | 12    |
| 28    | 75 a 79 | 16    |
| 12    | 70 a 74 | 8     |
| 12    | 65 a 69 | 32    |
| 24    | 60 a 64 | 20    |
| 24    | 55 a 59 | 16    |
| 28    | 50 a 54 | 32    |
| 68    | 45 a 49 | 52    |
| 76    | 40 a 44 | 64    |
| 80    | 35 a 39 | 60    |
| 92    | 30 a 34 | 100   |
| 44    | 25 a 29 | 92    |
| 32    | 20 a 24 | 20    |
| 64    | 15 a 19 | 48    |
| 84    | 10 a 14 | 56    |
| 80    | 5 a 9   | 104   |
| 68    | 0 a 4   | 52    |

## Economia
El 2007 la població en edat de treballar era de 1.300 persones, 1.029 eren actives i 271 eren inactives. De les 1.029 persones actives 956 estaven ocupades (511 homes i 445 dones) i 72 estaven aturades (28 homes i 44 dones). De les 271 persones inactives 87 estaven jubilades, 123 estaven estudiant i 61 estaven classificades com a «altres inactius».

### Ingressos
El 2009 a Alby-sur-Chéran hi havia 727 unitats fiscals que integraven 2.001 persones, la mediana anual d'ingressos fiscals per persona era de 18.824 €.

### Activitats econòmiques
Dels 169 establiments que hi havia el 2007, 2 eren d'empreses extractives, 3 d'empreses alimentàries, 4 d'empreses de fabricació de material elèctric, 2 d'empreses de fabricació d'elements pel transport, 20 d'empreses de fabricació d'altres productes industrials, 31 d'empreses de construcció, 29 d'empreses de comerç i reparació d'automòbils, 7 d'empreses de transport, 6 d'empreses d'hostatgeria i restauració, 1 d'una empresa d'informació i comunicació, 8 d'empreses financeres, 1 d'una empresa immobiliària, 32 d'empreses de serveis, 15 d'entitats de l'administració pública i 8 d'empreses classificades com a «altres activitats de serveis».
Dels 47 establiments de servei als particulars que hi havia el 2009, 1 era una gendarmeria, 1 oficina de correu, 5 oficines bancàries, 5 tallers de reparació d'automòbils i de material agrícola, 1 autoescola, 5 paletes, 4 guixaires pintors, 7 fusteries, 4 lampisteries, 5 electricistes, 1 empresa de construcció, 1 perruqueria, 3 veterinaris i 4 restaurants.
Dels 7 establiments comercials que hi havia el 2009, 1 era una botiga de més de 120 m², 1 una botiga de menys de 120 m², 1 una botiga de mobles, 2 drogueries i 2 floristeries.
L'any 2000 a Alby-sur-Chéran hi havia 13 explotacions agrícoles.

## Equipaments sanitaris i escolars
L'únic equipament sanitari que hi havia el 2009 era una farmàcia.
El 2009 hi havia 1 escola maternal i 1 escola elemental. Alby-sur-Chéran disposava d'un col·legi d'educació secundària amb 690 alumnes.

## Poblacions més properes
El següent diagrama mostra les poblacions més properes.